# Andrzej Pluszcz
Andrzej Pluszcz (ur. 30 sierpnia 1948 w Krakowie – zm. 12 grudnia 2005 w Miliczu) – polski gitarzysta basowy i wokalista.

## Kariera
Absolwent średniej szkoły muzycznej oraz fizyki na Uniwersytecie Wrocławskim. Karierę basisty rozpoczynał w grupie Romuald i Roman, następnie występował w wielu formacjach, m.in. w zespole Spisek Sześciu (m.in. Zbigniew Czwojda i Zbigniew Lewandowski), który przekształcił się w Crash (m.in. Grażyna Łobaszewska). Był także członkiem Big Bandu „Wrocław” i orkiestry Sami Swoi. Od 1985 prowadził zespół Recydywa (lub Recydywa Blues Band), który utworzył z gitarzystą Aleksandrem Mrożkiem. Ponadto współpracował także z Tadeuszem Nalepą.
Andrzej Pluszcz współorganizował wrocławski festiwal Jazz nad Odrą, a także przez kilka lat był prezesem Polskiego Stowarzyszenia Jazzowego. Stworzył Ogólnopolskie Warsztaty Bluesowe w Bolesławcu. Przez wiele lat prowadził regularną audycję zatytułowaną „Smak Bluesa” w Polskim Radiu we Wrocławiu.
12 grudnia 2005 zmarł w Miliczu na zawał serca (dwa dni wcześniej wystąpił z Recydywą w Toruniu). Został pochowany na Cmentarzu Grabiszyńskim we Wrocławiu.

## Dyskografia

### Spisek Sześciu
- Complot of Six (1975)

### Crash
- Senna opowieść Jana B. (1979) (jako Crash i Grażyna Łobaszewska)
- Every Day a Trial (1982)
- Something Beautiful But Not Expensive (1983)

### Recydywa
- Recidive In Concert (1986) (jako Recidive)
- Równowaga strachu (1988) (jako Recydywa)
- Deadly Game (1989) (jako Recydywa; anglojęzyczna wersja "Równowagi Strachu")

### Freak Weber
- Freak Weber & Friends (1992)[2],

### Tadeusz Nalepa
- Jesteś w piekle (1994)
- Najstarszy zawód świata (1995)

### Leszek Cichoński
- Blues-Rock Guitar Workshop (1996)

### Romuald i Roman
- Z Archiwum Polskiego Radia, Vol. 5 – Romuald i Roman (2007)

### Grupa Pakt
- Z Archiwum Polskiego Radia, Vol. 6 – Grupa Pakt (2007)